# Бродвју Парк (Флорида)
Бродвју Парк (енгл. Broadview Park) насељено је место без административног статуса у америчкој савезној држави Флорида.

## Демографија
По попису из 2010. године број становника је 7.125, што је 327 (4,8%) становника више него 2000. године.
| Група             | 2000.         | 2010.         |
| Белци             | 2.535 (37,3%) | 1.603 (22,5%) |
| Афроамериканци    | 1.154 (17,0%) | 1.124 (15,8%) |
| Азијати           | 132 (1,9%)    | 138 (1,9%)    |
| Хиспаноамериканци | 2.877 (42,3%) | 4.243 (59,6%) |
| Укупно            | 6.798         | 7.125         |